# Cercopimorpha
Cercopimorpha is een geslacht van vlinders van de familie spinneruilen (Erebidae), uit de onderfamilie Arctiinae.

## Soorten
- C. complexa Gaede, 1926
- C. dolens Schaus, 1905
- C. hoffmanni Zerny, 1931
- C. homopteridia Butler, 1876
- C. meterythra Hampson, 1898
- C. postflavida Rothschild, 1912
- C. tetragonia Hampson, 1898